# Kronsgaard
Kronsgaard est une petite commune d'Allemagne du Schleswig-Holstein appartenant à l'arrondissement de Schleswig-Flensbourg dans la péninsule d'Angeln au bord de la mer Baltique. Outre le village de Kronsgaard, la municipalité comprend les villages de Breede, Düttebüll, Golsmaas, Langfeld et Pottloch.

## Histoire
Kronsgaard est mentionnée pour la première fois en 1535 comme appartenant à Buckhagen et plus tard au domaine seigneurial de Düttebüll. Gaard signifie, en danois, ferme, donc son nom signifie ferme de la couronne.

## Architecture
- Manoir de Düttebüll: Les terres de Düttebüll ont formé un domaine agricole seigneurial en 1554. Le manoir actuel a été construit en 1785, à côté de bâtiments agricoles. Un pont et une allée de tilleuls y permettent d'accéder. Il est entouré de douves. Propriété privée, il ne se visite pas.